# Acalypha omissa
Acalypha omissa é uma espécie de flor do gênero Acalypha, pertencente à família Euphorbiaceae.